# TBC夜の音楽スタジアム
TBC夜の音楽スタジアム （ティービーシーよるのおんがくスタジアム）は、1988年10月〜1990年3月、及び1991年10月〜1998年3月の間のナイターオフ期間（毎年度の10月から3月まで）に放送されていたラジオワイド番組である。

## 概要
東北放送ではそれまでナイターシーズンオフの平日20時台はTBSラジオの「ザ・ヒットパレード」をネットしていたが、1987年は自社制作の若者向け番組「ラジオはAM翔んでけ電波」を終了させて立ち上げた大人向け情報番組「今夜もラジオ!ハッピーナイト」（月～木）「今夜もラジオ! プレイナイト」（金）のため、「ザ・ヒットパレード」はネットしなかった（ただしこれと同名の帯番組「ザ・ヒットパレード 毎日がベストテン NOW BEST3」はネットを継続していた）。1988年10月、「今夜もラジオ―」が終了するにあたり、新たな自社制作の若者向け番組「男女りすなぁ若者語」とともに大人のための音楽番組としてスタートしたのが「TBC夜の音楽スタジアム」 である。
1990年度ナイターオフ（1990年10月〜1991年3月）は本番組の放送が無く中断していたが、1991年度ナイターオフ（1991年10月〜）から再開した。

## 内容
- 基本的にTBCのベテラン勢を中心としたアナウンサーが自らの好みのジャンルの曲のリクエストを募り選曲し流す内容である[3]。古い曲から“新しい懐メロ”と言われた2～3年くらい前の比較的新しめの曲まで、基本フルコーラス（曲の最後まで）でオンエアした[4]
- ナイターオフ編成の番組のため放送期間は原則的に毎年10月より翌年3月まで。ナイターシーズンは放送されず、またナイターオフでも放送されなかった年がある。ただし、「ニューミュージック☆キラリ」は特別番組として放送されたことがある。
- TBCラジオのエリア外である宮城県外から遠距離受信して聴いていたリスナーも多かったという[5][6]。
- 19時台と20時台を跨いで放送されていた1988年度〜1989年度及び1991年度〜1994年度では20時台の頭、20時台と21時台を跨いで放送されていた1995年度（金曜のみ）では21時台の頭にそれぞれ河北新報ニュースを挿入していた。

## 放送時間の変遷
- 月曜〜木曜 19:40 - 21:00 （1988年10月〜1989年3月／1989年10月〜1990年3月）
- 火曜〜金曜 19:40 - 21:00 （1991年10月〜1992年3月）
- 火曜〜金曜 19:30 - 21:00 （1992年10月〜1993年3月／1993年10月〜1994年3月／1994年10月〜1995年3月）
- 火曜〜木曜 20:05 - 21:00／金曜 20:05 - 21:50 （1995年10月〜1996年3月）
- 月曜〜木曜 20:05 - 21:00／金曜 19:30 - 21:00 （1996年10月〜1997年3月、「Sound Supper 1260kcal」）
- 月曜〜金曜 20:05 - 21:00 （1997年10月〜1998年3月）

## パーソナリティ
以下の文中、アナとあるものはすべて「放送当時の」東北放送アナウンサーを指す。

### 1988年度
- 月曜：「アダルト歌謡part1」吉岡徹也アナ
- 火曜：「アダルト歌謡part2」鈴木俊光アナ
- 水曜：「エバーグリーンミュージック」吉岡徹也アナ
- 木曜：「歌の応接間　歌・ひと・心」船坂徐郭アナ
  - 放送時間は19:40-21:00。なお、途中20:00から「河北新報ニュース」が挿入された。
  - 金曜日は同趣旨の別番組「電でん電リク今夜もアダルト」（19:40-23:00、担当：船坂徐郭アナ、佐藤悦子）が放送された（途中タイトルのリニューアルや時間変更あり、1990年9月まで）。

### 1989年度
- 月曜：「アダルト歌謡part1」吉岡徹也アナ
- 火曜：「アダルト歌謡part2」鈴木俊光アナ
- 水曜：「エバーグリーンミュージック」荒井益次アナ
- 木曜：「アダルト歌謡　心にしみじみ」船坂徐郭アナ
  - 放送時間は19:40-21:00。

### 1990年度
放送なし（TBSラジオ制作の番組『ゴールデン・ワイド』（20:00 - 21:00）などをネット受けした）。

### 1991年度
- 火曜：「歌謡曲　この人この歌」船坂徐郭アナ

放送期間終了後ナイターシーズンの月曜日に「花咲くなつメロ」として独立する（1994年9月まで）。
- 水曜：「歌謡曲　なんでもかんでも」吉岡徹也アナ
- 木曜：「ニューミュージックキラリ」福井弘文アナ

2003年から2013年まで土曜午後に放送されていた「Music☆Twinkle」の前身となった番組。
- 金曜：「ポップスオンパレード」安田立和アナ

それまで「安田立和のポップスグラフィティ」（のちに「ポップステーション」）として独立した番組だった。
- - 放送時間は19:40-21:00。
  - 本年度より1995年度までは、月曜日は『ラジオ図書館』（TBSラジオ制作、20:05 - 21:00）など別番組を放送していたため、本番組の放送は無し。

### 1992年度
内容は1991年度と同じ。アール・エフ・ラジオ日本制作の「ジャイアンツ情報」のネットをやめたため、放送時間は19:30-21:00と10分拡大した。

### 1993年度
- 火曜：「輝け！昭和の歌」船坂徐郭アナ
- 水曜：「ポップスグランドスラム」火煙雅之アナ
- 木曜：「ニューミュージックキラリ」福井弘文アナ
- 金曜：「あの時こんなポップス」荒井益次アナ
  - 放送時間は19:30-21:00。

### 1994年度
- 火曜：「輝け！昭和の歌」船坂徐郭アナ
- 水曜：「ポップスグランドスラム」火煙雅之アナ
- 木曜：「ニューミュージックキラリ」福井弘文アナ
- 金曜：「歌謡天国」高橋厚アナ
  - 放送時間は19:30-21:00。

### 1995年度
- 火曜：「テリー若生の歌謡演歌テイメント」若生哲旺アナ
- 水曜：「文恵のもう一度恋しましょ」中野文恵アナ
- 木曜：「石川太郎のセンチメンタルラジオ」石川太郎アナ
  - 放送時間は20:05-21:00。

ニッポン放送制作の「ヨッ!お疲れさん」を20:00までネットすることになったため時間が縮小された。
- 金曜：「ニューミュージック☆キラリ」福井弘文アナ
  - 放送時間は20:05-21:50。

金曜日のみ放送枠が異なっている。

### 1996年度
この年のみ「Sound Supper 1260kcal 」（サウンドサパーせんにひゃくろくじっキロカロリー）というタイトルで若手アナウンサー中心の布陣となった。対象リスナー年齢層は主に20代〜40代。
- 月曜：「電気羊の夜」田沼佳之アナ
- 火曜：「ポップスクルージング」根本宣彦アナ
- 水曜：「ナンプラーな夜」大木香乃アナ
- 木曜：「ヒットポップトゥナイト」小林徹夫アナ
  - 放送時間は20:05-21:00
- 金曜：「ニューミュージック☆キラリ」福井弘文アナ
  - 放送時間は19:30-21:00。

金曜日のみ放送枠が異なっている。

### 1997年度
タイトルが「TBC夜の音楽スタジアム」に戻り、内容も戻る。
- 月曜：「まりえのハートフルMonday」笠野万里絵

笠野は当時「鈴木俊光 Goodモーニング」のアシスタント。この番組唯一の局アナではない担当者となった。
- 火曜：「森ちゃんのラテンDEないと」森雅一郎アナ
- 水曜：「修のすいすい水曜日」佐藤修アナ
- 木曜：「ポップス大全集」安田立和アナ
- 金曜：「ニューミュージック☆キラリ」福井弘文アナ
  - 放送時間は20:05-21:00
  - 「TBC夜の音楽スタジアム」というタイトルで放送されるのはこの年が最後となった。

## 後続番組
1998年度は「Yes!! AM! ミュージックアベニュー香澄町」（イエスエイエム―かすみちょう）としてリニューアルされた。
1998年度
- 月曜：「アイドルランド」渡辺敏之アナ
- 火曜：「歌謡グラフィティ」橋本俊一アナ
- 水曜：「ラテンDEないと」森雅一郎アナ
- 木曜：「ポップスオンパレード」安田立和アナ
- 金曜：「ニューミュージック☆キラリ」福井弘文アナ
  - 放送時間は19:30-21:00。

1999年度
- 月曜：「シネマ・ファンタスティックストーリーズ」黒田弘子
- 火曜：「かっちゃんスタイル」菅原克彦
- 水曜：「美和のラジオGAGA」菅原美和
- 木曜：「思い出の１曲」橋本俊一アナ
- 金曜：「ニューミュージック☆キラリ」福井弘文アナ
  - 放送時間は19:30-21:00。

2000年度
- 月曜：橋本俊一アナ
  - 放送時間は20:00-21:00

2000年度はTBSラジオ制作のワイド番組「e-NITE」をネットするため月曜日のみの放送となった。なおこの2000年10月には土曜午後に大型リクエスト番組「Let Hit Be」（15:00-18:00）がスタートしている。2001年度はその月曜日の放送もなくなった。以後ナイターオフの平日20時台はTBSラジオ制作の番組のネットを受け続けている（月曜は自社制作の番組もあったが基本的にリクエスト番組はない）。